# Soga no Umako
Soga no Umako (蘇我 馬子), né vers 551 et mort le  20 juin 626 est un membre du clan Soga, fils de Soga no Iname. Il conduit d'importantes réformes politiques avec le prince Shōtoku sous les règnes de l'empereur Bidatsu et de l'impératrice Suiko. Il permet au clan Soga d'obtenir des postes au gouvernement de l'empereur, grâce au mariage de ses filles avec des membres de la famille royale. Son épouse principale est une fille de Mononobe no Ogusi et sœur de Mononobe no Moriya. Il est le père d'Emishi et Kuramaro, qui continuent la lignée, et de trois filles : Kahakami no Iratsume, consort de l'empereur Sushun en 587, puis mariée en 592 à Yamato no Aya no Atahe no Koma ; Tojiko no Iratsume, consort du prince Shōtoku ; et Hode no Iratsume, consort de l'empereur Jomei.
On suppose que le kofun d'Ishibutai à Asuka est la tombe de Soga no Umako.